# Vignoble de Franconie

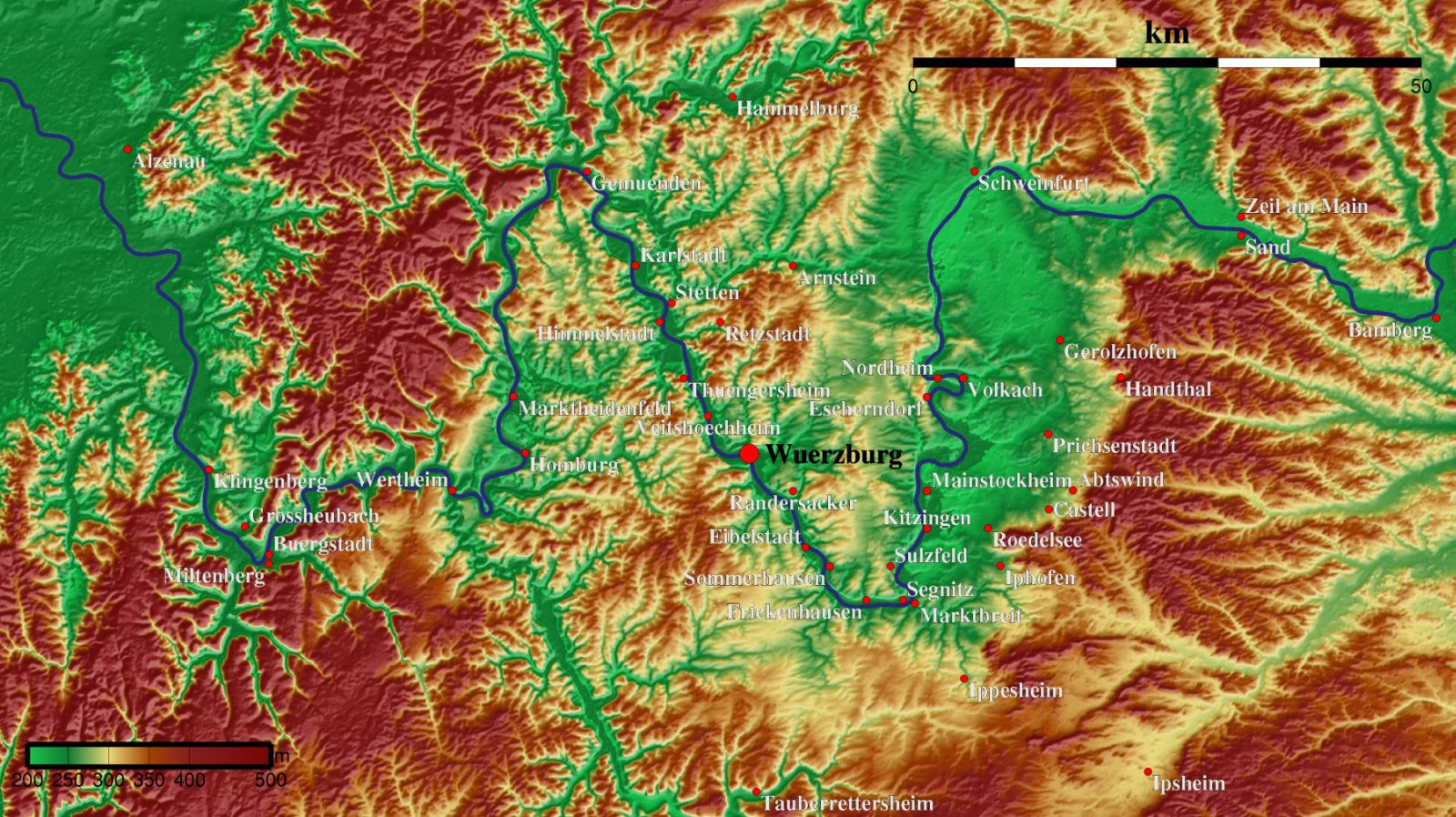
Carte du vignoble de Franconie

Le vignoble de Franconie se trouve dans le nord-ouest de la Franconie. Avec plus 6 171 hectares (en 2022), il fait partie des vignobles de taille moyenne en Allemagne. La majeure partie des vignes se trouve en Basse-Franconie, principalement dans la vallée du Main, du Wern et de la Saale franconienne. Une autre part importante des vignobles se trouve en Moyenne-Franconie entre autres sur les coteaux du Schwanberg de la Frankenhöhe ainsi que dans les vallées de l'Aisch et de la Tauber. Une petite partie des vignobles se trouve en Haute-Franconie, au nord ouest de Bamberg.

La viticulture en Franconie est documentée pour la première fois au VIIIe siècle. Dans des actes de don de Charlemagne de 777 pour Hammelburg et de 779 pour Wurtzbourg la viticulture est mentionnée.
Le vin blanc est cultivé sur environ 82 % de la superficie, le vin rouge sur environ 18 %. Le sylvaner est le cépage le plus important (25,3 % de la surface cultivée en 2022). Au XXe siècle, le müller-thurgau est aussi largement présent (22,7 % en 2022). Les vins rouges sont dominés par le domina et le pinot noir.

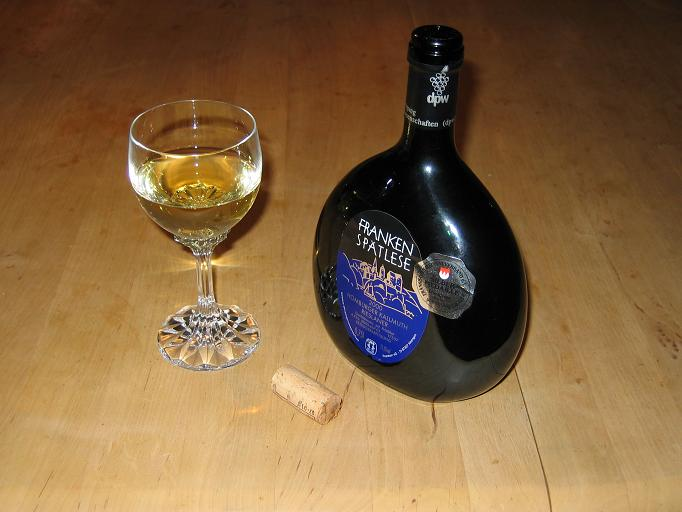
Vin de la Franconie d'une bouteille Bocksbeutel.

La majorité du vin rouge de la Franconie est traditionnellement cultivée sur le Main entre Aschaffenbourg et Miltenberg sur des sols en grès rouge. Les lieux viticoles les plus connus y sont Klingenberg am Main, Bürgstadt et Großheubach. Pour le vin blanc les lieux les plus connus sont Wurtzbourg, Randersacker, Sommerhausen, Sommerach, Escherndorf, Nordheim am Main et Volkach, où le vin est cultivé sur un sol de calcaire coquillier.
Les vins de la Franconie sont souvent élaborés en sec.
La bouteille typique pour le vin franconien est le Bocksbeutel, en forme d'ellipsoïde aplati. Habituellement, le Bocksbeutel est utilisé pour les vins de haute qualité .

## Cépages
| Cépages importants en Rhin moyen (date 2022). | Cépages importants en Rhin moyen (date 2022). | Cépages importants en Rhin moyen (date 2022). | Cépages importants en Rhin moyen (date 2022). | Cépages importants en Rhin moyen (date 2022). |
| Cépage                                        | Couleur                                       | Synonyme                                      | Superficie (%)                                | Superficie (ha)                               |
| --------------------------------------------- | --------------------------------------------- | --------------------------------------------- | --------------------------------------------- | --------------------------------------------- |
| 1. Sylvaner                                   | blanc                                         | Johannisberg                                  | 25,3                                          | 1559                                          |
| 2. Muller-Thurgau                             | blanc                                         | Rivaner                                       | 22,7                                          | 1400                                          |
| 3. Bacchus                                    | blanc                                         | Geilweilerhof 33-29-133                       | 12,0                                          | 739                                           |
| 4. Riesling                                   | blanc                                         | Weißer Riesling                               | 5,6                                           | 345                                           |
| 5. Domina                                     | noir                                          |                                               | 4,8                                           | 298                                           |
| 6. Spätburgunder                              | noir                                          | Pinot Noir                                    | 4,5                                           | 275                                           |